# Air Force Historical Research Agency
L’Air Force Historical Research Agency (AFHRA) est une direction et le centre recherche historique responsable des archives militaires de l’United States Air Force.

## Mission et organisation
L'Air Force Historical Research Agency est une direction et un centre de recherche historique responsable des archives militaires de l’United States Air Force. Ses travaux ont débuté au cours de la Seconde Guerre mondiale à Washington. Elle a ensuite déménagé en 1949 à la Maxwell Air Force Base, sur le site de l'Air University, qui fournit des installations de recherche pour les étudiants, militaires, chercheurs et le grand public.